# جينا مالون
جينا مالون (بالإنجليزية: Jena Malone) وهي ممثلة وموسيقية ومصورة أمريكية ولدت في 21 نوفمبر 1984 في سباركس، نيفادا في الولايات المتحدة، بدأت التمثيل في سنة 1996 ومثلت في أفلام لقيط من كاليفورنيا في سنة 1996 واتصال في سنة 1997 والأم المربية في سنة 1998 ودوني داركو في سنة 2001 وكبرياء وتحامل في سنة 2005 وإلى البرية في سنة 2007 وساكر بنش في سنة 2011 وفي سلسلة أفلام ألعاب جائعة، كما شاركت في فيلم مدينة الأفق: الملحمة الأمريكية – الفصل الأول 2024.
جينا مالون لها تجربة ايضاً في غناء إندي بوب حيث نشرت تسجيلاتها بإسم جينا مالون وبقع دمها. وكذلك لها تجربة في التصوير الفوتوغرافي وهي خطيبة المصور إيثان دي لورينزو.

## وصلات خارجية
- جينا مالون على موقع IMDb (الإنجليزية)
- جينا مالون على موقع ميتاكريتيك (الإنجليزية)
- جينا مالون على موقع روتن توميتوز (الإنجليزية)
- جينا مالون على موقع قاعدة بيانات الأفلام العربية
- جينا مالون على موقع ألو سيني (الفرنسية)
- جينا مالون على موقع ميوزك برينز (الإنجليزية)
- جينا مالون على موقع تيرنر كلاسيك موفيز (الإنجليزية)
- جينا مالون على موقع أول موفي (الإنجليزية)
- جينا مالون على موقع بوكس أوفيس موجو (الإنجليزية)
- جينا مالون على موقع قاعدة بيانات برودواي على الإنترنت (الإنجليزية)